# إليسون اونيزوكا
إليسون شوجي اونيزوكا (بالإنجليزية: Ellison Onizuka)‏ (24 يونيو 1946 – 28 يناير 1986) كان رائد فضاء أمريكي من كيلاكيكوا، هاواي الذي نجح بالصعود إلى الفضاء في مركبة الفضاء ديسكفري، ويعتبر هو أول امريكي ياباني يصعد إلى الفضاء.